# Теплов, Даниил Юрьевич
Дании́л Ю́рьевич Тепло́в (4 июля 1924, Ленинград, СССР — 9 апреля 1979, там же) — советский библиографовед, книговед и специалист в области информатики, доктор педагогических наук (1969), профессор.

## Биография
Родился 4 июля 1924 года в Ленинграде. В 1942 году поступил в ЛГУ, который он окончил в 1947 году. В 1956 году был принят на работу в ЛГБИ, где проработал вплоть до 1973 года. В 1973 году был принят на работу в Ленинградскую профессиональную высшую школу культуры и проработал вплоть до 1977 года.
Скончался 9 апреля 1979 года в Ленинграде.

## Научные работы
Основные научные работы посвящены организации информационной деятельности в СССР, теории, истории и методологии библиографии и библиографоведения. Автор свыше 30 научных работ, а также монографий, учебников, учебных пособий и статей.